# Lasiocladus villosus
Lasiocladus villosus är en akantusväxtart som beskrevs av Raymond Benoist. Lasiocladus villosus ingår i släktet Lasiocladus och familjen akantusväxter. Inga underarter finns listade i Catalogue of Life.